# Matice incidence
Matice incidence je matice, v které jsou informace o tom, které z prvků (typicky příslušné k řádkům) jsou prvky kterých podmnožin (typicky příslušných k sloupcům).

## Teorie grafů
Nejběžnějším příkladem je reprezentace grafů v teorii grafů. V případě neorientovaného grafu má matice řádek pro každý vrchol a sloupec pro každou hranu. Pokud vrchol náleží hraně, je na dané pozici jednička, jinak nula. Pro reprezentaci orientovaných grafů stačí například výchozí vrchol místo čísla jedna značit číslem minus jedna.

### Příklad

Příklad neorientovaného grafu

Neorientovaný graf na obrázku se čtyřmi vrcholy a čtyřmi hranami má následující matici incidence:
{\displaystyle {\begin{pmatrix}1&1&1&0\\1&0&0&0\\0&1&0&1\\0&0&1&1\\\end{pmatrix}}}